# Corbița
Corbiţa é uma comuna romena localizada no distrito de Vrancea, na região de Moldávia. A comuna possui uma área de 57.95 km² e sua população era de 1979 habitantes segundo o censo de 2007.